# 宮崎洋一
宮崎 洋一（みやざき よういち、1963年10月19日 - ）は、日本の実業家。トヨタ自動車代表取締役副社長、トヨタファイナンシャルサービス取締役、中部経済連合会副会長。

## 略歴・人物
1963年10月19日生まれ。1986年、神奈川大学経済学部貿易学科卒業と同時にトヨタ自動車株式会社に入社。
2023年4月1日、佐藤恒治新社長のもと、中嶋裕樹と共に同社の執行役員副社長に就任した。宮崎はCFOとCCOを兼任する。同年6月の株主総会にて佐藤、中嶋と共に取締役入りし、取締役副社長に就任。2024年5月から寺師茂樹の後任として中部経済連合会副会長。2025年6月、代表取締役副社長就任。

## 職歴
- 1986年（昭和61年）4月 -トヨタ自動車株式会社入社
- 2011年（平成23年）1月 - 同社営業業務部需給計画室室長
- 2012年（平成24年）1月 - 同社営業業務部部長
- 2013年（平成25年）4月 - 同社第1トヨタ企画部部長
- 2015年（平成27年）4月 - 同社常務役員就任。商品・事業企画部統括、第1トヨタ企画部統括、マーケティング部統括
- 2016年（平成28年）4月 - 同社コーポレート戦略部統括
- 2017年（平成29年）4月 - 同社営業企画部統括、東アジア・オセアニア本部本部長
- 2017年（平成29年）6月 - 同社BR商品・原価企画改革推進室統括
- 2018年（平成30年）1月 - 同社事業企画部統括、KD事業企画部統括、販売支援部統括
- 2019年（平成31年）1月 - 同社執行役員就任。事業業務部統括、営業業務部統括、KD事業部統括
- 2020年（令和2年）6月 - 同社アジア本部本部長、トヨタモーターアジアパシフィック株式会社社長、インドネシアトヨタ自動車株式会社　会長
- 2022年（令和4年）4月 - トヨタ自動車執行役員就任。同社Chief Competitive Officer、同社　事業・販売President、トヨタファイナンシャルサービス株式会社取締役
- 2023年（令和5年）4月 - 同社副社長 Chief Financial Officer Chief Competitive Officer 事業・販売（President）
- 2024年（令和6年）5月 - 一般社団法人中部経済連合会副会長
- 2023年（令和5年）6月 - 同社取締役
- 2025年（令和7年）6月 - 同社代表取締役副社長

## エピソード
- 神奈川大学では「貿易商務論」の中野宏一教授に師事。トヨタ自動車入社後、海外営業を担当、海外での営業業務の役職を歴任している[4][5]。